# Дан, Лидия Осиповна
Лидия Осиповна Дан (Цедербаум) (21 мая 1878, Одесса — 28 марта 1963, Нью-Йорк) — политический деятель, активный участник революционного движения в России.

## Биография
Дочь учёного садовника Иосифа Александровича Цедербаума и Ревекки Юльевны Розенталь. Сестра известного революционера и социал-демократа Ю. О. Мартова. Жена другого известного революционера-меньшевика Ф. И. Дана.
Член РСДРП с середины 1890-х годов, участник первых социал-демократических кружков в Санкт-Петербурге. Социал-демократ (меньшевик) с 16 лет. 
С 1896 г. принимала участие в работе политического Красного Креста, т. е. оказывала помощь арестованным и ссыльным.
С 1922 года в эмиграции, со Второй мировой войны — в США.

## Сочинения
- Дан Л. О. Встречи с В. Н. Фигнер // Новый журнал. — 1970. — № 98. — С. 200—208.